# Pleasantville (Ohio)
Pleasantville es una villa ubicada en el condado de Fairfield en el estado estadounidense de Ohio. En el Censo de 2010 tenía una población de 960 habitantes y una densidad poblacional de 1.393,45 personas por km².

## Geografía
Pleasantville se encuentra ubicada en las coordenadas 39°48′34″N 82°31′20″O / 39.80944, -82.52222. Según la Oficina del Censo de los Estados Unidos, Pleasantville tiene una superficie total de 0.69 km², de la cual 0.69 km² corresponden a tierra firme y (0%) 0 km² es agua.

## Demografía
Según el censo de 2010, había 960 personas residiendo en Pleasantville. La densidad de población era de 1.393,45 hab./km². De los 960 habitantes, Pleasantville estaba compuesto por el 95.42% blancos, el 0.1% eran afroamericanos, el 0.52% eran amerindios, el 0.31% eran asiáticos, el 0.52% eran isleños del Pacífico, el 0.83% eran de otras razas y el 2.29% pertenecían a dos o más razas. Del total de la población el 0.83% eran hispanos o latinos de cualquier raza.